# Cala Justell
La cala Justell, també anomenada cala Gestell, és una platja natural del municipi de Vandellós i l'Hospitalet de l'Infant (Baix Camp) situada dins l'Espai Natural Protegit de la Rojala-Platja del Torn, a tocar de la central nuclear de Vandellòs. Té una longitud de 254 metres i una amplada mitjana de 27 metres, formada per sorra gruixuda, fina, còdols o blocs, amb un pendent d'entrada a l'aigua bastant pronunciat. No disposa de cap servei. S'hi practica el nudisme. Està guardonada amb la Bandera Ecoplayas, que distingeix les platges que destaquen per la seva política de qualitat mediambiental.
En el rereplatja hi ha dunes i una zona humida, on antigament hi havia una llacuna litoral en rambla i, a causa de l'acumulació de sediments, pedres i restes vegetals, la seva superfície es va anar reduint fins a la total desaparició de la làmina d'aigua. El 2017-2018 es va recuperar la llacuna i s'hi va reintroduir el samaruc, peix endèmic del País Valencià i el sud de Catalunya, en perill crític d'extinció.